# 1840 en philosophie
Chronologie de la philosophie
- 1836
- 1837
- 1838
- 1839
- 1840
- 1841
- 1842
- 1843
- 1844

L’année 1840 a été marquée, en philosophie, par les événements suivants :

## Publications
- Qu'est-ce que la propriété ?, de Pierre-Joseph Proudhon.
- De la démocratie en Amérique (tome 1), d'Alexis de Tocqueville.
- Première édition en français du texte original de la Monadologie de Leibniz, initialement publié en 1714.

## Décès
- 25 juin : Nikolaï Stankevitch, philosophe russe, né en 1813.